# Cinithusok
Cinithusok, ókori nép, amely Észak-Afrikában a Szirtisz vidékén lakott. Egyetlen forrásunk róluk Tacitus, aki annaleseiben mint „nem megvetendő nemzetet" említi őket.